# Rafael Carreras Puigdengolas
Rafael Carreras Puigdengolas (Puigcerdà, 1933 - Barcelona, 14 de maig de 2013) va ser un arquitecte tècnic i dissenyador. Es forma i comença a treballar com a aparellador fins als anys seixanta. A partir d'aquest moment crea el seu propi estudi i es dedica exclusivament al disseny industrial i a l'interiorisme, dissenyant per a empreses com Clas, M.C, Myc, Nau, ICS, Mobiplast, Tramo, Syma System o Codi.
Entre el 1965 i el 1970 va ser director de NAU, arquitectura interior amb seus a Barcelona i Madrid. En una nova etapa de dissenyador independent també reprèn el seu treball com a arquitecte tècnic i, per exemple, el 1970 projecta i construeix l'estructura de l'inflable que va allotjar durant quatre anys el Barcelona Centre de Disseny a l'Avinguda Diagonal de Barcelona. Als anys noranta realitza la rehabilitació i ampliació del Col·legi d'Aparelladors de Barcelona.
Els seus productes van ser seleccionats en nombroses ocasions pels premis Delta de l'ADI/FAD i pels premis FAD d'interiorisme i van ser publicats en nombroses revistes, tant nacionals com internacionals (Hogares Modernos, On, Abitare, Domus, etc.)
Compaginà la seva feina amb la docència, que va exercir a l'Escola Massana de Barcelona. Va ser professor de projectes entre el 1983 i el 1998 i, des del 1999, dirigeix el màster de disseny d'interiors de la Universitat Politècnica de Catalunya. Va estar també vinculat a diferents institucions promotores del disseny, com el BCD o l'ARQ-INFAD; d'aquest darrer va ser soci fundador i primer president (1976-1982). Entre els seus dissenys cal destacar la cadira Pop (1967), la chaise longue 143 (1970) o la cadira Hollywood (1993).